# Crichtonita
La crichtonita es la forma mineral de un óxido múltiple de fórmula química (Sr,La,Ce,Y)(Ti,Fe3+,Mn)21O38. 
Fue descubierta por el conde J. L. de Bournon en 1788; en 1813 le asignó el nombre de craitonita, en honor al médico escocés Alexander Crichton (1763-1856), quien le proporcionó las muestras del mineral. La diferencia ortográfica fue un intento de reproducir la pronunciación del nombre de Crichton para los lectores franceses.

## Propiedades
La crichtonita es un mineral negro opaco de brillo metálico o apagado.
Tiene dureza entre 5 y 6 en la escala de Mohs, comparable a la del apatito u ortoclasa, y una densidad de 4,46 g/cm³. En caliente, es muy soluble en ácido clorhídrico concentrado.
Cristaliza en el sistema trigonal, clase romboédrica.
Su contenido en TiO2 es de aproximadamente el 62%, en Fe2O3 entre el 11 - 21%, FeO entre el 8 - 13% y SrO aproximadamente el 4%.
Su fórmula empírica corresponde a Sr0.7La0.2Ce0.1Y0.1Pb0.1Ti14.1Fe2+3.1Fe3+2.6Mn3+0.7O38.
En menor medida puede contener uranio y torio, lo que le convierte en un mineral radiactivo. Es el miembro principal del grupo mineralógico que lleva su nombre (grupo de la crichtonita).

## Morfología y formación
La crichtonita se presenta en forma de cristales romoboédricos alargados, de hasta 2 cm de longitud.
Se la encuentra en vetas de fisuras de tipo alpino, frecuentemente asociada con cuarzo y clorita.

## Yacimientos
La localidad tipo se halla en la comuna francesa de Saint-Christophe-en-Oisans (región de Ródano-Alpes, departamento de Isère). También se ha encontrado crichtonita en el departamento de Savoya, concretamente en el macizo de la Lauzière, en Lanslebourg-Mont-Cenis y en los valles de Maurienne y de Tarentaise. Hay depósitos en Suiza, en Tujetsch (distrito de Surselva) y en Val Ferret (cantón del Valais).
En el continente americano se ha encontrado crichtonita en el distrito de Thunder Bay y en Chaudière-Appalaches (Canadá), así como en Presidente Kubitschek, en el estado de Minas Gerais (Brasil).